# Gerhard Zickenheiner

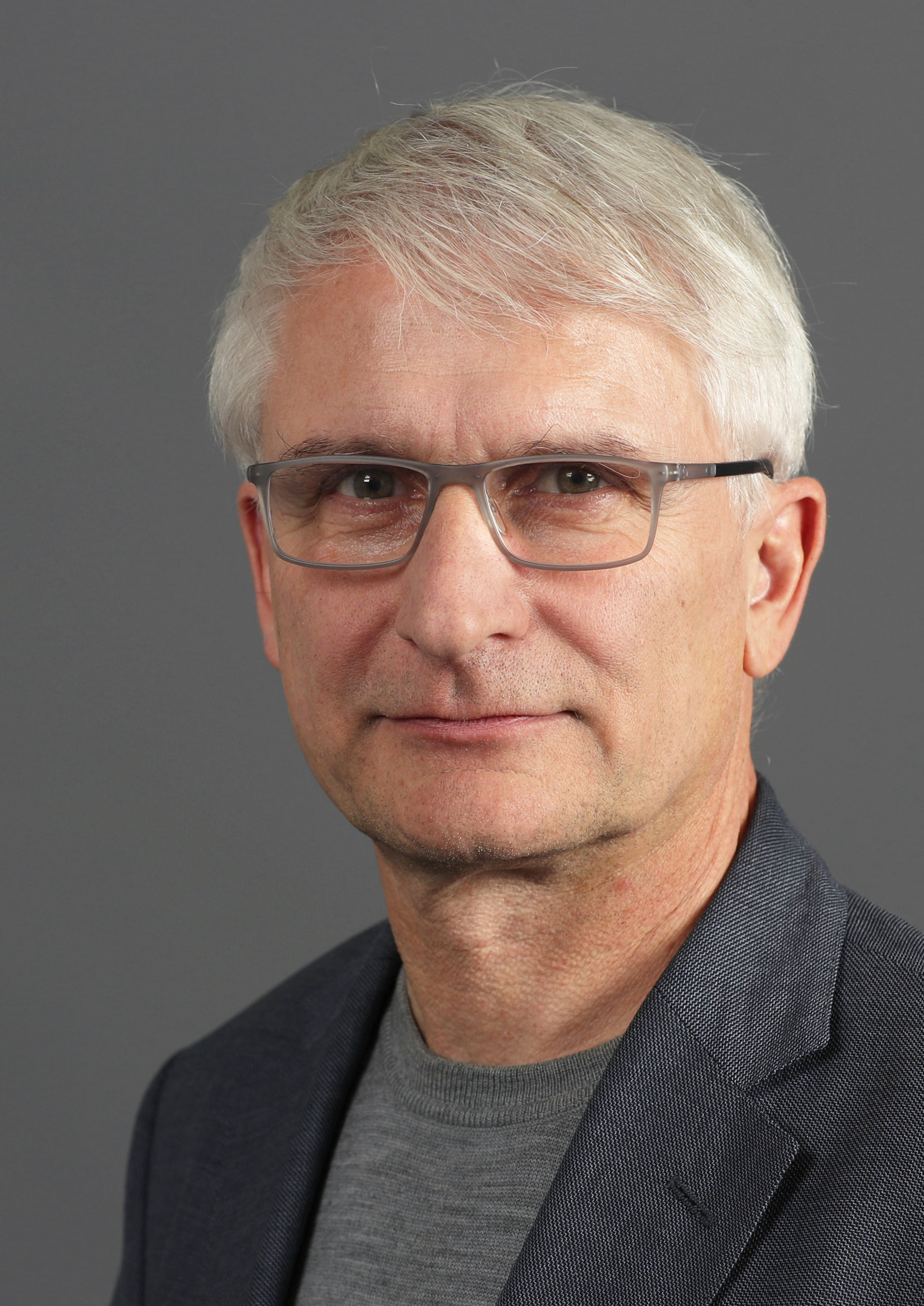
Gerhard Zickenheiner (2020)

Gerhard Zickenheiner (*  1. April 1961 in Lörrach) ist ein deutscher Politiker von Bündnis 90/Die Grünen und Architekt. Er war von 2019 bis 2021 Mitglied des Deutschen Bundestages.

## Studium und Leben
Gerhard Zickenheiner erwarb die Allgemeine Hochschulreife in Lörrach und studierte anschließend Architektur in Karlsruhe und Stuttgart und schloss mit Diplom (FH) ab. Anschließend absolvierte er ein Studium in Architektur an der E.T.S.A.B Barcelona sowie ein  Studium für Konzeptionelles Entwerfen an der Staatlichen Akademie der Künste „Städelschule“ in Frankfurt und schloss als Meisterschüler bei Enric Miralles ab. Er absolvierte außerdem ein Masterstudium „Gemeinde-, Stadt- und Regionalentwicklung“ an der Hochschule für Soziale Arbeit in Luzern.
Er ist seit 2017 mit Eleonora Zickenheiner verheiratet und hat zwei erwachsene Söhne (Jahrgang 1997 und 1999).

## Beruf
Nach dem Abschluss seines Studiums gründete Gerhard Zickenheiner „Zickenheiner Architektur“. Seit 2018 leitet er in Partnerschaft mit Marko Jansen das nun umbenannte „Jansen Zickenheiner Innenarchitekten.Architekten“. Beim Planen und Bauen strebt das Architekturbüro ökologische und nachhaltige Lösungen an. Das Architekturbüro erhielt mehrfach Auszeichnungen, unter anderem den Preis „Beispielhaftes Bauen“ der Architektenkammer Baden-Württemberg und den „Architekturpreis 2010“ der Baukultur Schwarzwald. Seit Antritt seines Bundestagsmandats im Januar 2019 hat er sich aus der Geschäftsführung zurückgezogen. Von 2010 bis zum Eintritt in den Bundestag war Zickenheiner Mitglied im Vorstand des Deutschen Werkbundes Baden-Württemberg. Neben seinem beruflichen Wirken engagierte er sich ehrenamtlich im Naturpark Schwarzwald.

## Politische Karriere
Zickenheiner ist seit 2012 Mitglied bei Bündnis 90/Die Grünen und saß von 2015 bis 2018 im Kreistag des Landkreises Lörrach. Am 1. Januar 2019 übernahm er das Bundestagsmandat von Gerhard Schick und war bis zum Ende der Legislaturperiode 2021 Mitglied des Deutschen Bundestages. Dort gehörte er als ordentliches Mitglied dem Ausschuss für die Angelegenheiten der Europäischen Union und dem Parlamentarischen Beirat für nachhaltige Entwicklung an.
Für die Bundestagswahl 2021 kandidierte er erfolglos auf Listenplatz 23 der Landesliste Baden-Württemberg von Bündnis 90/Die Grünen.

## Publikationen
- zusammen mit Hans Güdmann: DorfLeben, Verlag Naturpark Südschwarzwald, 2011, ISBN 978-3-9810632-2-6.
- zusammen mit Alina Gross: Das Markgräflerland erleben: Die 16 schönsten Radtouren und Spaziergänge. Sutton Verlag, Erfurt 2015, ISBN 978-3-95400-477-5